# Amédée-François Frézier

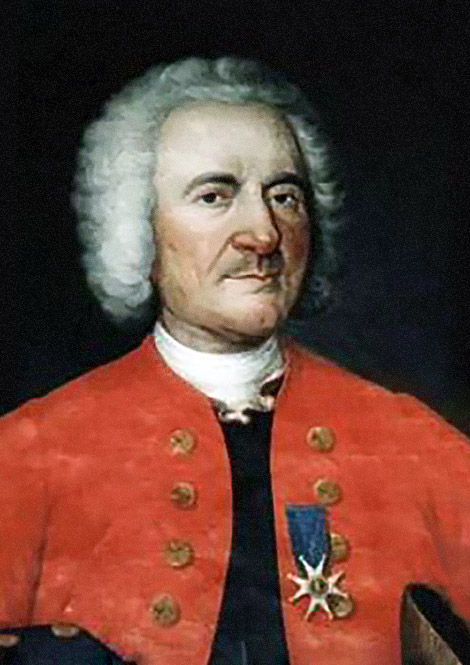
Amédée-François Frézier

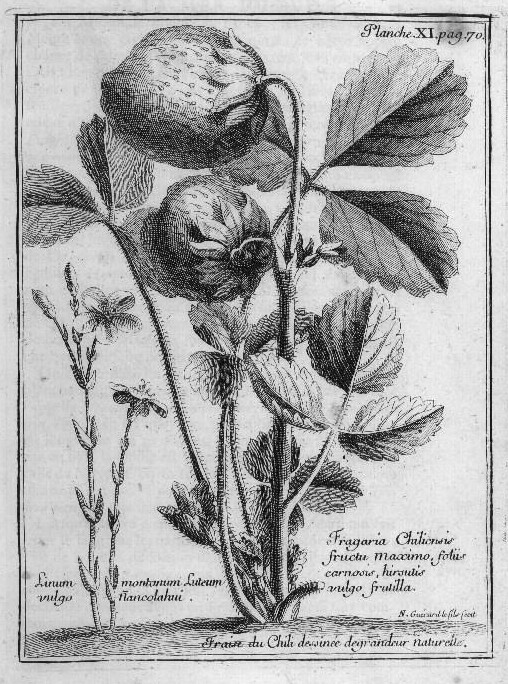
Frais du Chile

Amédée-François Frézier (* 1682 in Chambéry; † 26. Oktober 1773 in Brest) war ein französischer Militärexperte, Mathematiker, Spion und Entdecker.
Als Sohn eines Juristen, Rechtsprofessors und Beraters des Herzogs von Savoyen zog es ihn entgegen dem Wunsch des Vaters, die Rechtswissenschaften einzuschlagen, nach Paris, um Naturwissenschaften zu studieren. Amédée veröffentlichte schon bald Arbeiten zu Navigation und Astronomie und studierte anschließend in Italien Architektur. 1700, nach seiner Rückkehr nach Frankreich, trat er in die Armee ein, wo er, um der Langeweile des Garnisonslebens zu entkommen, Abhandlungen über Pyrotechnik schrieb, die zu einem Standardwerk für Feuerwerker wurden. Seine darin enthaltenen Empfehlungen im militärischen Einsatz ließen seine Vorgesetzten auf ihn aufmerksam werden und man versetzte ihn als Militäringenieur des Nachrichtenkorps nach Saint-Malo.
In geheimer Mission wurde er 1712 an Bord eines bewaffneten Handelsschiffs nach Südamerika entsandt. Fehler in der kartografischen und hydrografischen Beschreibung Louis Feuillées konnte er dabei korrigieren, was jedoch zu einer erbitterten Fehde dieser beiden Forschungsreisenden führte. Sein Auftrag war die Erforschung der Verteidigungsanlagen in Peru und Chile, wofür er sich fast zweieinhalb Jahre Zeit nahm.
Sein Schiff Saint Joseph erreichte am 16. Juni 1712 Concepción und er gab sich als Handelsreisender aus. Die von ihm gefertigten Karten, die nun entstanden, zeigen neben den Festungsanlagen auch Einrichtungen an Häfen, Munitionslagerstätten sowie Angriffs- und Fluchtwege. Seine Berichte schließen die Kolonialregierung, die Kirche, Ressourcen, die indigene Bevölkerung und in Europa unbekannte Pflanzen, insbesondere die wirtschaftlich ertragreichen, mit ein. Dabei fällt sein Blick auch auf die Strand-Erdbeere.
Britische Handelsprivilegien, die nach dem Vertrag von Utrecht zum Ende des Spanischen Erbfolgekriegs dem britischen Königreich eingeräumt wurden, veranlassten Frézier im Februar 1714 zur Rückkehr nach Frankreich. Seine Berichte wurden noch im selben Jahr veröffentlicht und nachfolgend auch ins Englische, Niederländische und Deutsche übersetzt. Seine Karten waren König Ludwig XIV. eine Belohnung von 1000 Écus wert, worauf Frézier dem königlichen Garten Erdbeerpflanzen vermachte. Eine davon ging an den Botaniker Antoine de Jussieu, eine an den Botanischen Garten in Paris, drei weitere wurden auf seinem Grundstück Plougastel bei Brest gepflanzt.
Bereits 1719 kreuzte er erneut den Atlantik mit dem Ziel Santo Domingo in der Karibik. Seine Aufgabe dort war der Befestigungsbau des Militärstützpunktes. Dieser Bau, für den zwei Jahre veranschlagt waren, verzögerte sich auf unbestimmte Zeit und 1728 durfte Frézier trotz fehlender Vollendung zurück nach Frankreich, wo ihm eine Auszeichnung verliehen wurde. Danach war er für weitere, bis zum Ende seiner Dienstzeit 26 Festungsbauwerke verantwortlich, beispielsweise der Städte Philippsburg und Landau in der Pfalz. 1739 erhielt er den Titel ‚Direktor‘. 1752 wurde er in die Académie des sciences gewählt.